# Traryds distrikt
Traryds distrikt är ett distrikt i Markaryds kommun och Kronobergs län. Distriktet ligger nordost om Markaryd. 

## Tidigare administrativ tillhörighet
Distriktet inrättades 2016 och utgörs av en del av det område Traryds köpings omfattade till 1971, den del som utgjorde Traryds socken till 1952 då den uppgick i köpingen.
Området motsvarar den omfattning Traryds församling hade 1999/2000.